# エルネスト・アンブロジーニ
エルネスト・アンブロジーニ（イタリア語: Ernesto Ambrosini, 1894年9月29日 - 1951年11月4日）は、イタリアの陸上競技選手である。彼は1920年に開催されたアントワープオリンピックに参加して、3000メートル障害走で銅メダルを獲得した。

## 経歴
アントワープオリンピックの3000メートル障害走で、アンブロジーニは予選1組で10分33秒6の記録で2位となって決勝に進出した。決勝ではイギリス代表のパーシー・ホッジ、アメリカ合衆国代表のパトリック・フリンに続いて10秒32秒0の記録で3位となり、銅メダルを獲得した。
このオリンピックで彼は、他に800メートル走と3000メートル団体に出場している。800メートル走では、準決勝で4位に終わって決勝に進出できなかった。3000メートル団体でイタリア代表チームは準決勝で3位となり、決勝に進出して5位に入賞した。
彼は1924年に開催されたパリオリンピックでも、3000メートル障害走と3000メートル団体に出場したが、いずれもメダル獲得はならなかった。

## オリンピックでの成績
| 年   | 大会                     | 場所                     | 種目               | 結果       | 記録      |
| ---- | ------------------------ | ------------------------ | ------------------ | ---------- | --------- |
| 1920 | アントワープオリンピック | アントワープ（ベルギー） | 800メートル走      | 準決勝敗退 | 1分59秒5  |
| 1920 | アントワープオリンピック | アントワープ（ベルギー） | 3000メートル障害走 | 3位        | 10分32秒0 |
| 1920 | アントワープオリンピック | アントワープ（ベルギー） | 3000メートル団体   | 5位        |           |
| 1924 | パリオリンピック         | パリ（フランス）         | 3000メートル障害走 | 予選敗退   | 記録不明  |
| 1924 | パリオリンピック         | パリ（フランス）         | 3000メートル団体   | 予選敗退   | 途中棄権  |